# ザゼンソウ
ザゼンソウ（座禅草、坐禅草、地湧金蓮、学名: Symplocarpus renifolius）は、サトイモ科ザゼンソウ属の多年草。

## 特徴

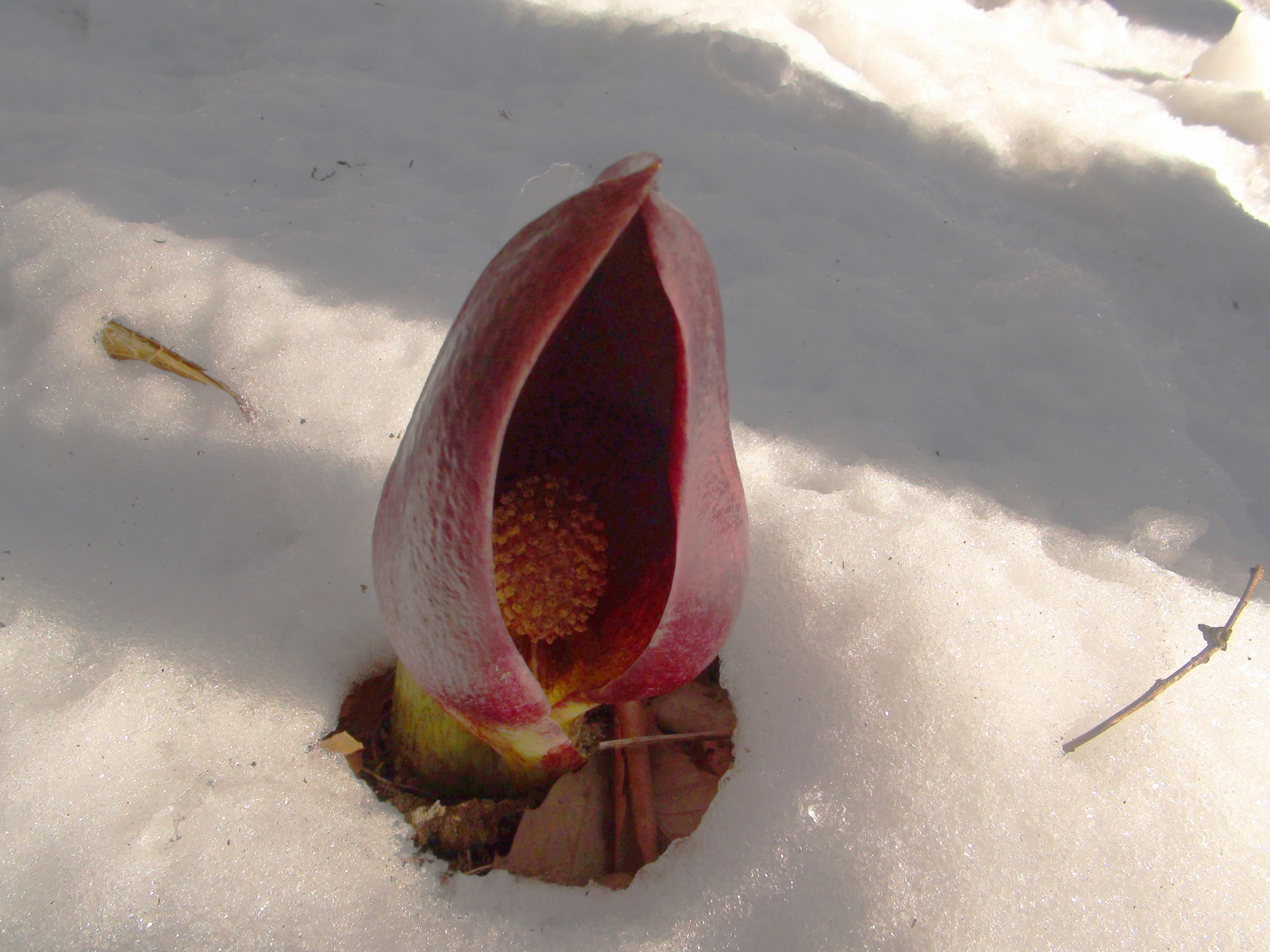
周囲の氷雪を溶かして開花する。画像は竹森のザゼンソウ群

仏像の光背に似た形の花弁の重なりが僧侶が座禅を組む姿に見えることが、名称の由来とされる。また、花を達磨大師の座禅する姿に見立てて、ダルマソウ（達磨草）とも呼ぶ。
冷帯、および温帯山岳地の湿地に生育し、開花時期は1月下旬から3月中旬。開花する際に肉穂花序（にくすいかじょ）で発熱が起こり約25℃まで上昇する。そのため周囲の氷雪を溶かし、いち早く顔を出すことで、この時期には数の少ない昆虫を独占し、受粉の確率を上げている。開花後に大型の葉を成長させる。
ザゼンソウの発熱細胞には豊富にミトコンドリアが含まれていることが明らかになっている。しかしながら、発熱の詳細な分子メカニズムは、現在のところ分かっていない。動物における発熱には、「脱共役タンパク質」（だつきょうやくたんぱくしつ）が関わっていることが突き止められているが、このタンパク質は、発熱しない植物にも幅広く存在しており、ザゼンソウの発熱に関与しているかは不明である。
発熱時の悪臭と熱によって花粉を媒介する昆虫（訪花昆虫）であるハエ類をおびき寄せると考えられている。全草に悪臭があることから英語では Skunk Cabbage（スカンクキャベツ）の呼び名がある。

### 繁殖様式
一つの肉穂花序には約100個の小花（両性花）がある。個々の小花は雌性先熟の開花システムを持ち、雌性期（雌蕊のみが成熟して露出した期間）と短い両性期（雌蕊と雄蕊が同時に露出する期間）を経て、雄性期（雄蕊のみが露出した期間）の順で性表現を変える。花序での発熱は雌性期と両性期で顕著であり、雄性期に至ると急速に発熱は低下する。この植物は自家不和合であり、昆虫などによる送粉（花粉の運搬）を必要とする。しかしながら気温の低い時期に開花するため、訪花昆虫の活動は低調であり、そのため種子の結実率は低い。
多くの種子は野ネズミによって食害されるが、一部は野ネズミの貯食行為によって運ばれる。種子はそれによって散布され、被食を逃れて発芽することが出来る。

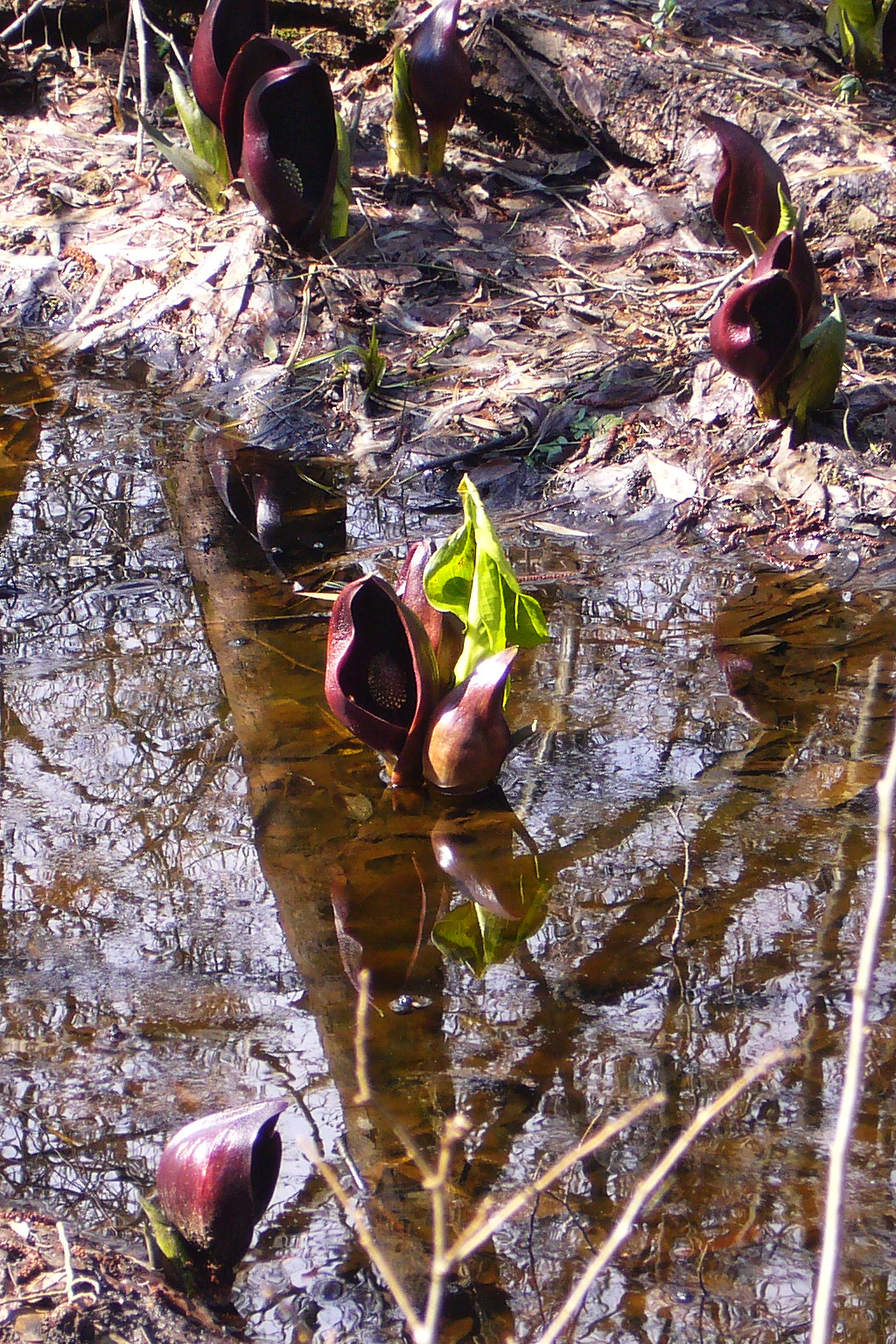
ザゼンソウ群生
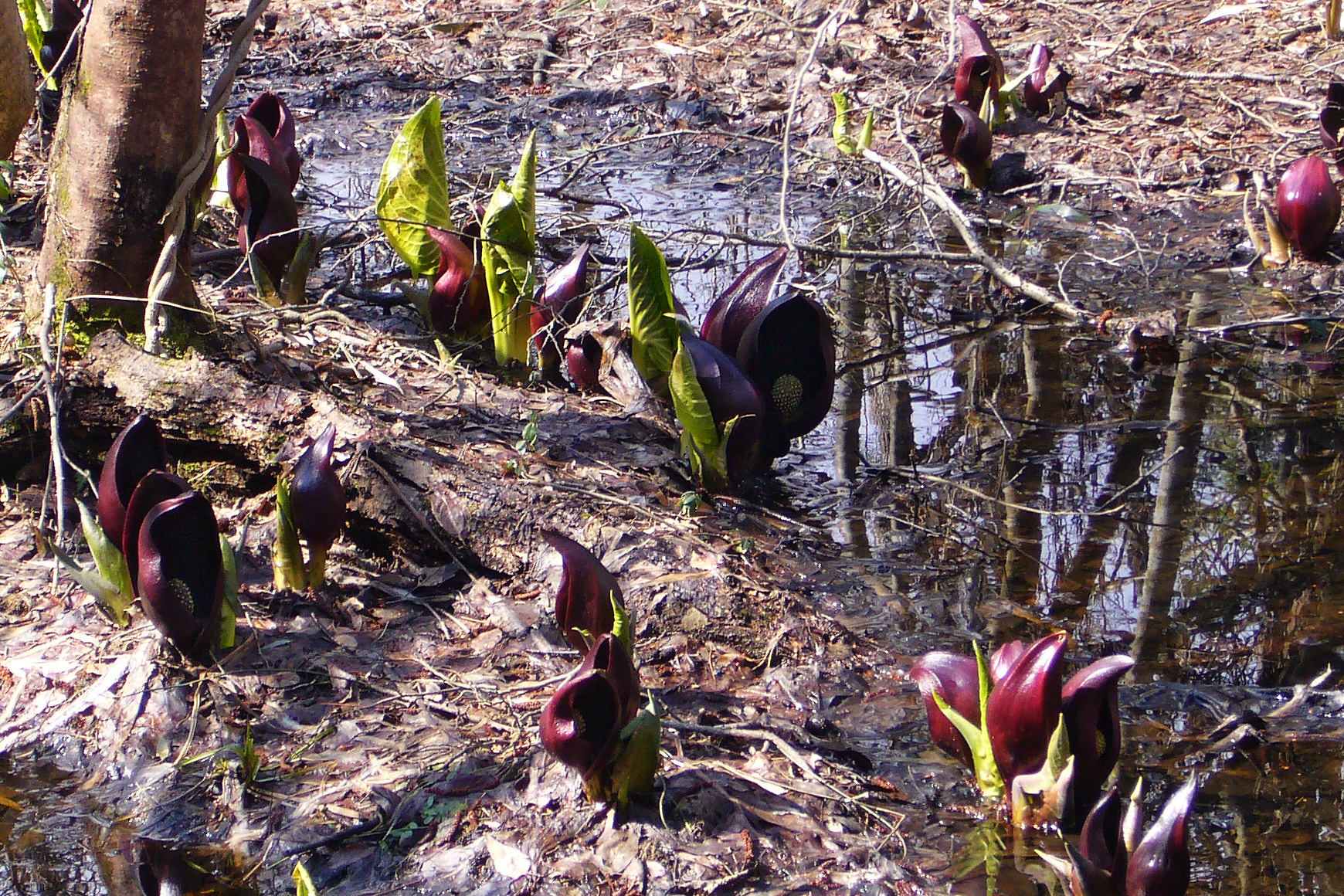
ザゼンソウ群生
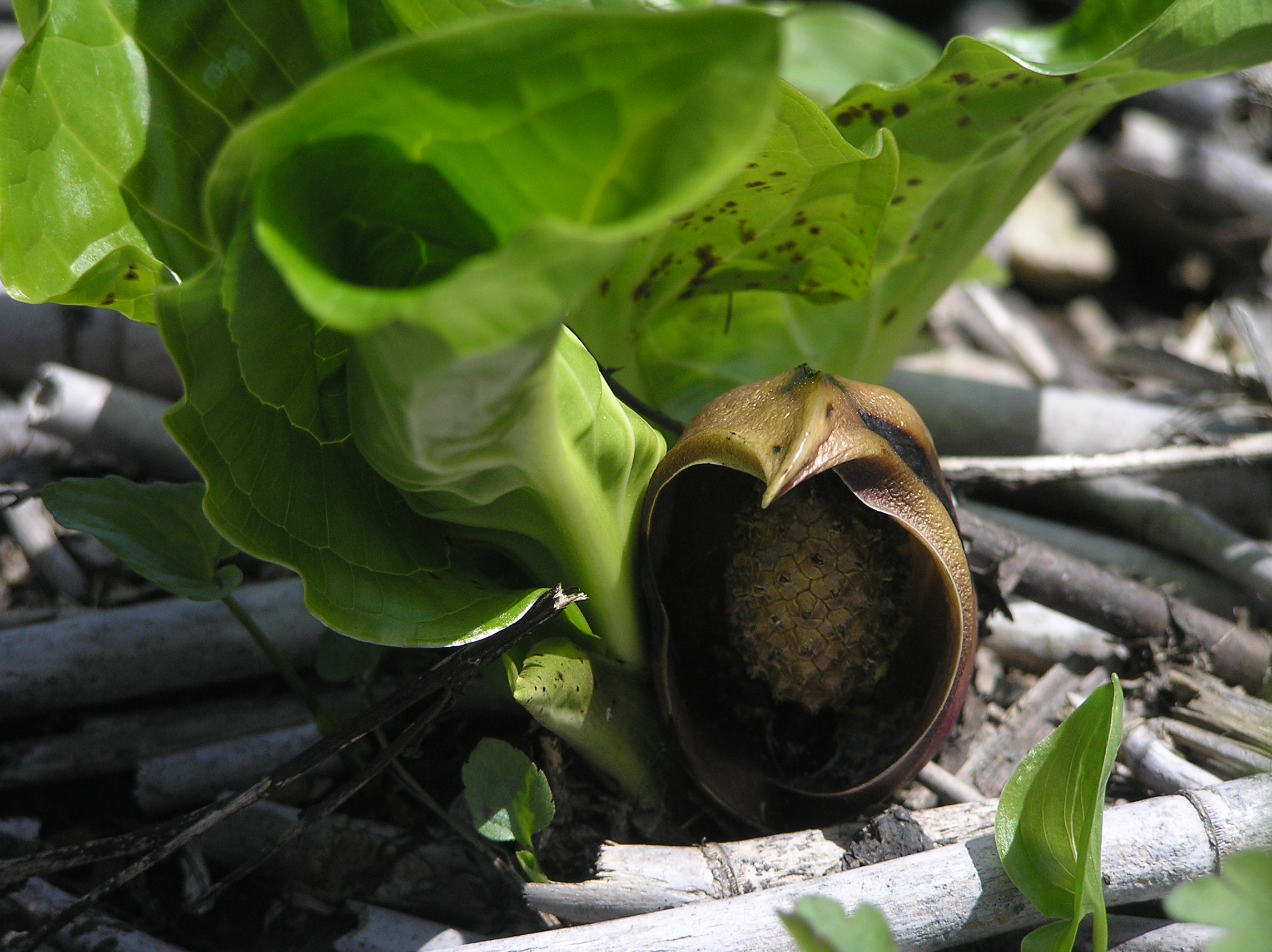
北海道雨竜沼湿原のザゼンソウ
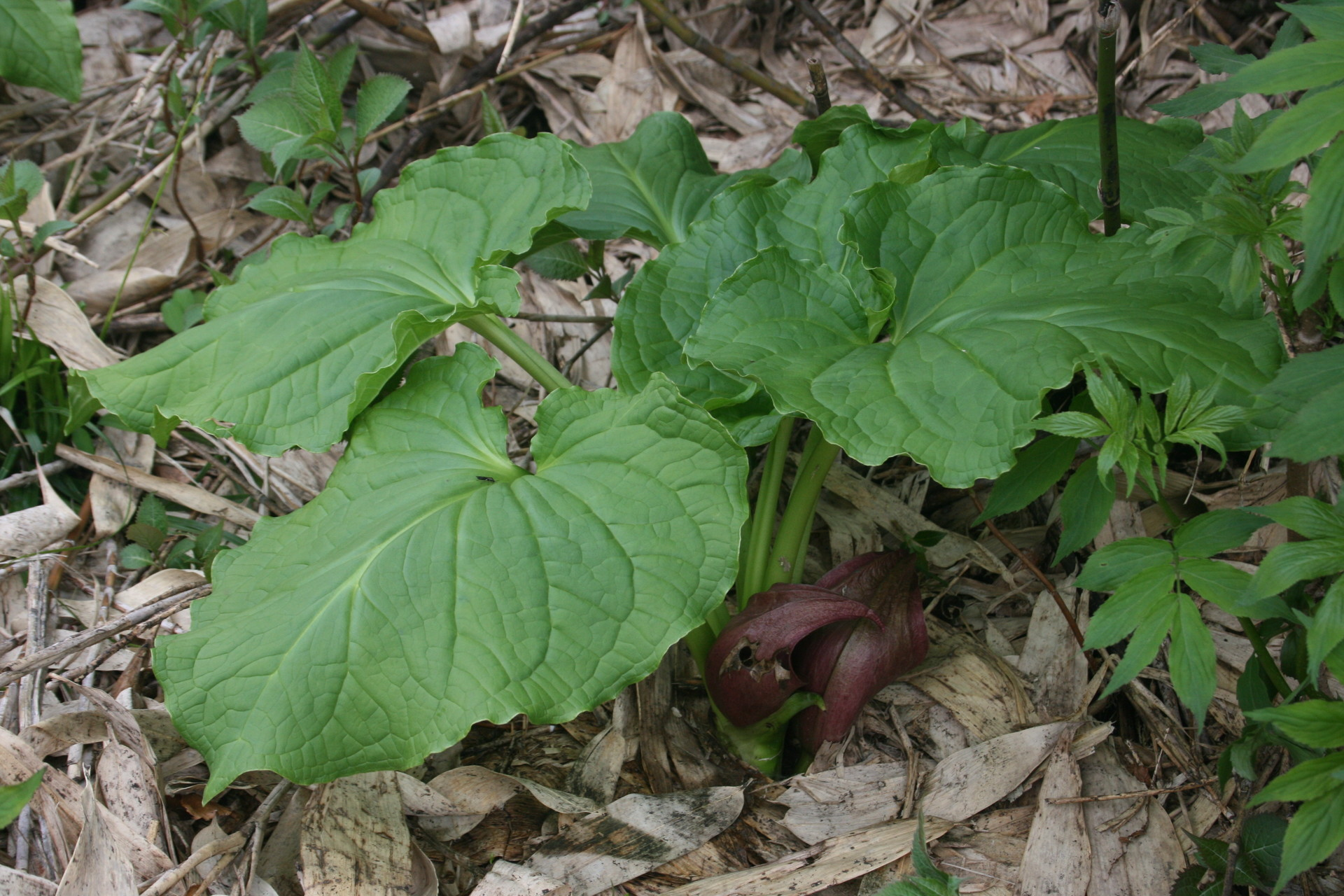
ザゼンソウの葉

## 分布
北アメリカ東部（カナダのノバスコシア州とケベック州南部からアメリカ合衆国ミネソタ州にかけて、南限はノースカロライナ州とテネシー州）および北東アジア（北東シベリア、中国北東部および日本）。滋賀県高島市（旧・高島郡今津町）が日本の南限である。

### 主な群生地
田中澄江が『花の百名山』で伊那山地の守屋山を代表する花の一つとして紹介し、『新・花の百名山』で北信五岳を代表する花の一つとして紹介した。守屋山の北側の長野県諏訪市の有賀峠付近には「ザゼンソウの里公園」がある。兵庫県美方郡香美町では開花時期に合わせて、「ザゼンソウ祭り」が開催されている。
- 大田原ザゼン草群生地 （栃木県大田原市）
- 竹森のザゼンソウ群 （山梨県甲州市）
- 今津のザゼンソウ群落 （滋賀県高島市：国内南限）
- 芦津渓谷 （鳥取県智頭町） - 「倉谷のザゼンソウ湿原」が鳥取県指定の天然記念物（2004年4月30日指定）。

## 人間との関わり
19世紀米国の薬局方では、ドラコンティウム（dracontium）の名で呼吸器系疾患、神経症、リューマチ、浮腫の治療に用いられた。北アメリカとヨーロッパでは、しばしば観賞用植物としてウォーターガーデンに植えられている。北米先住民はザゼンソウをよく薬草、調味料、魔術的なお守りとして用いた。

### 発熱制御アルゴリズム
上述の通りザゼンソウは開花時期に発熱を行なう。この発熱の研究を通して、ザゼンソウの発熱を制御するアルゴリズムが広く使われているPID制御と比較して優れている点が見出され、実用化された。バイオミメティクス(但しja.wikipedia内ではバイオニクス)の例として紹介されることもある。

### フィクション中での扱い
「エルマーのぼうけん」シリーズでは「スカンクキャベツ」名義で登場し、「ダチョウシダ」と並び竜（少なくともメインキャラクターのボリス）の好物として挙げられ、挿絵にも数か所出てくる。

## 種の保全状況評価
日本の以下の都道府県で、以下のレッドリストの指定を受けている。2007年8月現在、環境省のレッドリストの指定はない。上信越高原国立公園・八ヶ岳中信高原国定公園などで自然公園指定植物となっている。
- 絶滅寸前または絶滅危惧種（絶滅危惧I類、CRまたはEN） - 宮城県
- 危急種（VU） - 埼玉県、新潟県
- 準絶滅危惧（NT） - 茨城県、栃木県、鳥取県
- 分布上重要種 - 滋賀県

アメリカ合衆国テネシー州では、絶滅危惧種に指定されている。

## ザゼンソウ属
ザゼンソウ属（Symplocarpus）には、以下の種がある。日本で見られるものはザゼンソウ、ヒメザゼンソウとナベクラザゼンソウの3種である。ヒメザゼンソウは花の大きさが数cmでザゼンソウよりもかなり小さく、夏頃に開花する。ナベクラザゼンソウは長野県飯山市の鍋倉山で発見され、2001年に新種としてと登録された種で、2011年6月にザゼンソウと同じ発熱植物であることが確認された。
そのほか亜種として、ザゼンソウの斑入りである「フイリザゼンソウ」とザゼンソウの苞が緑色や黄緑がかった白色をしている「アオザゼンソウ」、ヒメザゼンソウに斑が入った「フイリヒメザゼンソウ」とヒメザゼンソウの苞が緑色をした「ミドリヒメザゼンソウ」がある。
- ザゼンソウ（S. renifolius Schott ex Tzvelev）
- アメリカザゼンソウ（S. foetidus (L.) Salisb. ex W.P.C.Barton） - 北米の湿地帯でよく見られる植物で、花と葉に強烈な臭気があり英名 Skank cabbege （スカンク・キャベジ）とよばれる[22]。
  - フイリザゼンソウ（S. foetidus Salisb. ex W.P.C.Barton var. latissimus H.Hara f. variegatus Otsuka） - ザゼンソウの葉に斑が入ったもの[23]。
  - アオザゼンソウ- ザゼンソウの苞が緑色や黄緑がかった白色をしたもの。
- ナベクラザゼンソウ（S. nabekuraensis Otsuka et K.Inoue）[20] - 本州の岩手県から福井県の日本海側に分布。長野県の危急種[24][25]。
- ヒメザゼンソウ（S. nipponicus Makino） - 北海道、本州（主に日本海側）に分布。関東以西の多数の都道府県でレッドリストの指定を受けている[26]。
  - フイリヒメザゼンソウ（S. nipponicus Makino f. variegata T. Koyama） - ヒメザゼンソウに斑が入ったもの。
  - ミドリヒメザゼンソウ（S. nipponicus Makino f. viridispathus J.Ohara ） - ヒメザゼンソウの苞が緑色をしたもの。
- ロシアザゼンソウ（仮称）（S. egorovii N.S.Pavlova & V.A.Nechaev）[23] -  2005年にロシアで発見された新種。